# پاراموونت-لونگ مدوو (مریلند)
پاراموونت-لونگ مدوو (به انگلیسی: Paramount-Long Meadow) شهری در ایالت مریلند کشور ایالات متحده آمریکا است که جمعیت آن در سرشماری سال ۲۰۱۰ میلادی، ۲٬۵۷۱ نفر بوده‌است.